# Brachoria dentata
Brachoria dentata är en mångfotingart som beskrevs av Keeton 1959. Brachoria dentata ingår i släktet Brachoria och familjen Xystodesmidae. Inga underarter finns listade i Catalogue of Life.